# Чолавин, Гавриил Иванович
Гавриил Иванович Чолавин (8 июля 1926, село Буковец, теперь несуществующее село Подкарпатского воеводства, Республика Польша) — украинский советский деятель, новатор сельскохозяйственного производства, механизатор колхоза «Украина» Сокальского района Львовской области. Герой Социалистического Труда (31.12.1965). Депутат Верховного Совета УССР 6-8-го созывов.

## Биография
Родился в бедной крестьянской семье. В конце 1940-х годов семья была переселена из Польской Народной Республики в Украинскую ССР.
В 1949-1951 годах — колхозник, ездовой колхоза имени Буденного Калушского района Станиславской области. Окончил курсы трактористов.
В 1951-1978 гг. — механизатор, бригадир механизированной бригады, инженер колхоза «Украина» села Дибровка (теперь — Угринов) (центральная усадьба в селе Правда (теперь — Хоробров)) Сокальского района Львовской области. Достиг мастерства в посадке кукурузы и сахарной свеклы механизированным квадратно-гнездовым способом, собирал рекордные урожаи этих культур.
Член КПСС с 1961 года.
С 1978 года - на пенсии. 

## Награды
- Герой Социалистического Труда (31.12.1965)
- орден Ленина (31.12.1965)
- ордена
- медали